# Muntanya San Valentín
La Muntanya San Valentin, igualment coneguda amb el nom de Muntanya San Clemente, amb 4.058 m. és la muntanya més alta de la Patagònia xilena i la muntanya més alta al sud dels 40° Sud fora de l'Antàrtida.
És a la capçalera del camp de gel patagó nord, entre el llac General Carrera i la llacuna de San Rafael, a la XI Regió d'Aisén del General Carlos Ibáñez del Campo.
La glacera que cobreix la muntanya San Valentín és la més alta de la regió (uns 3.900 m.), i en tenir forma de planícia, és ideal per estudiar canvis climàtics (paleoclimatologia) mitjançant la perforació dels seus gels, convertint-se en una important destinació per a expedicions científiques.
La Muntanya San Valentin pot ser escalada des de Lago Leones, cap al sud-est, o des de la llacuna de San Rafael, a l'oest. L'ascensió és llarga i pot ser dificultada per les condicions meteorològiques adverses. Els accidents mortals no són rars.
L'alçada de la muntanya està subjecta a debat. Va ser considerada a l'origen amb 3.876 m per Nordenskjold el 1921, encara que després es va tornar a determinar amb 4.058 m. L'alçada comunament acceptada avui dia i citada aquí va ser determinada més tard.
Una expedició francesa, comprenent dos geòmetres, pujà el San Valentin el 1993 i va calcular-li una alçada de 4.080 m. utilitzant un GPS. El 2001, una expedició xilena va mesurar una alçada de 4.070 m., igualment per GPS. Les dades SRTM concorden sobre una alçada superior a 4.000 metres. Però els mapes de l'IGM xilens no li donen més que 3.910 metres. Els mapes de l'IGM són habitualment precisos i fiables, però el cim és uniformement blanc, la qual cosa ha pogut plantejar certs problemes als cartògrafs.